# Pedro Portuondo
Portuondo  Torres est un nom espagnol. Le premier nom de famille, en général paternel, est Portuondo ; le second, en général maternel, souvent omis, est Torres.
Pedro Portuondo Torres (né le 25 juin 1985 à La Havane) est un coureur cycliste cubain. Il est notamment devenu Champion de Cuba du contre-la-montre en 2008, 2018 et 2022. 

## Palmarès et résultats

### Palmarès par année
- 2008
  -  Champion de Cuba du contre-la-montre
- 2011
  - 2e du championnat de Cuba du contre-la-montre
- 2013
  - Classement général du Tour de Cárdenas
- 2016
  - 11e étape du Clásico Guantánamo-La Habana (contre-la-montre)
  - 2e du Clásico Guantánamo-La Habana
  - 2e du championnat de Cuba du contre-la-montre
- 2017
  - Clásico Guantánamo-La Habana :
    - Classement général
    - 2e et 11e (contre-la-montre) étapes
- 2018
  -  Champion de Cuba du contre-la-montre
  - 10e étape du Clásico Nacional de Cuba (contre-la-montre)
  - 2e du Clásico Nacional de Cuba
  -  Médaillé d'argent du championnat de la Caraïbe du contre-la-montre
  -  Médaillé de bronze du contre-la-montre aux Jeux d'Amérique centrale et des Caraïbes
- 2019
  - 2e du championnat de Cuba du contre-la-montre
  - 3e du championnat de Cuba sur route
- 2022
  -  Champion de Cuba du contre-la-montre
- 2023
  - Vuelta a la Zona Central :
    - Classement général
    - 3e (contre-la-montre) et 4e étapes

### Classements mondiaux
| Année            | 2005 | 2006 | 2007 | 2008 | 2009 | 2010 | 2011 | 2012 |
| ---------------- | ---- | ---- | ---- | ---- | ---- | ---- | ---- | ---- |
| UCI America Tour | 122e |      |      | 254e |      |      | 141e | 393e |